# Leo G. Carroll
Leo Gratten Carroll (ur. 25 października 1886 w Weedon Bec, zm. 16 października 1972 w Los Angeles) – angielski aktor filmowy, teatralny i telewizyjny, dwukrotnie nominowany do nagrody Emmy.

## Wybrana filmografia
Opracowano na podstawie materiału źródłowego:
- 1938: Decydująca noc – duch Marley’a
- 1939: Wichrowe Wzgórza – Joseph
- 1939: Tower of London – William Hastings, lord Hastings
- 1940: Pożegnalny walc – policjant (niewym. w czołówce)
- 1940: Rebeka – doktor Baker, lekarz Rebeki
- 1941: Podejrzenie – kapitan George Melbeck
- 1945: Dom przy 92 ulicy – pułkownik Hammersohn
- 1945: Urzeczona – doktor Murchison, ustępujący dyrektor Green Manors
- 1947: Akt oskarżenia – sir Joseph
- 1947: Wieczna Amber – Matt Goodgroome
- 1950: Ojciec panny młodej – pan Massoula
- 1951: Pustynny Lis –  feldmarszałek Gerd von Rundstedt
- 1951: Nieznajomi z pociągu – senator Morton
- 1952: Śniegi Kilimandżaro – wujek Bill
- 1952: Piękny i zły – Henry Whitfield
- 1955: Nie jesteśmy aniołami – Felix Ducotel
- 1955: Tarantula – profesor Gerald Deemer
- 1959: Północ, północny zachód – „profesor”, szef akcji wywiadowczej
- 1961: Rodzice, miejcie się na baczności – pastor
- 1963: Nagroda – hrabia Bertil Jacobsson